# Línea Barcelona-Cervera
La Línea Barcelona-Cervera, también llamada línea Barcelona-Port-Bou o línea Barcelona-frontera francesa, es una línea de ferrocarril de 162,1 kilómetros de longitud que pertenece a la red ferroviaria española. Une la ciudad de Barcelona con las localidades fronterizas de Port-Bou en España y Cervera en Francia pasando por Gerona y Figueras.  Según la catalogación usada por Adif, se trata de la «línea 270» de la red.
Las obras para su construcción se iniciaron en 1854 y concluyeron en 1878.

## Características
El perfil de la línea es suave con rampas máximas de 15 milésimas. Cuenta con vía doble electrificada a 3 kV en corriente continua por las cuales los trenes circulan principalmente a velocidades máximas que no superan los 140 km/h, aun así algunos tramos permiten alcanzar los 160 km/h especialmente entre Mollet y Gerona. Los bloqueos automáticos utilizados son de tipo BAB, BAD y BAU.

## Historia

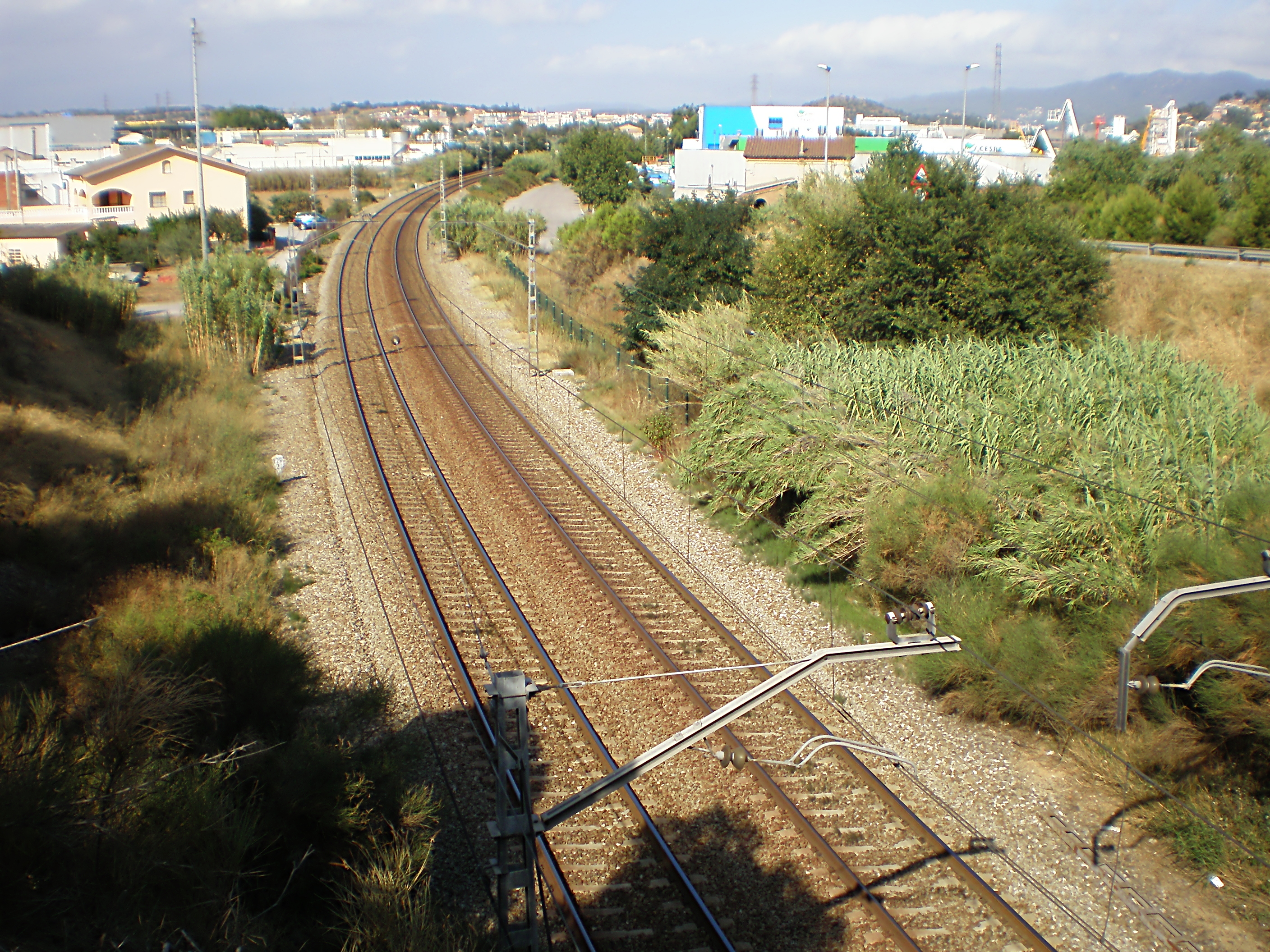
Línea Barcelona-Cervera a su paso por el barrio de La Casilla en Mollet del Vallès.

Esta línea fue construida en diferentes tramos:
- Barcelona - Granollers (1854) construido por la compañía de Camino de Hierro del Norte.
- Granollers - Empalme (1861) donde la línea Barcelona-Granollers-Empalme se unía a la de Barcelona-Mataró-Empalme para seguir hacia Gerona. Construido por la compañía de Camino de Hierro del Norte.
- Empalme - Gerona construido por Caminos de Hierro de Barcelona a Gerona (más tarde denominada Caminos de Hierro de Barcelona a Francia por Figueras) fusión de las compañías Camino de Hierro del Norte (Barcelona-Granollers) y Camino de Hierro del Este (Barcelona-Mataró).
- Gerona - Figueras - Francia construido por Compañía de los Ferrocarriles de Tarragona a Barcelona y Francia fusión del anterior (Caminos de Hierro de Barcelona a Francia por Figueras y Compañía del Ferrocarril de Tarragona a Martorell y Barcelona).

## Servicios

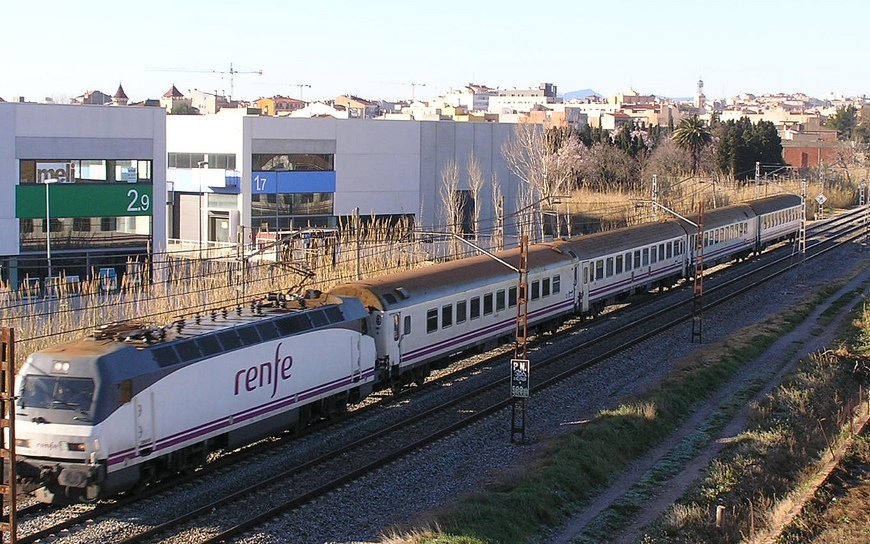
La locomotora 252.042 saliendo de Figueras en dirección Portbou, remolcando el Estrella Costa Brava.

La antigua estación terminal de la línea de Barcelona a Francia fue la estación de Francia a través del valle del Besós y la Sagrera.
Actualmente circula por esta línea trenes de la línea 2 de Cercanías Barcelona conectando la estación de Massanet-Massanas con Barcelona y San Vicente de Calders, además de la línea R11 de media distancia y líneas nacionales e internacionales de larga distancia.

## Véase también

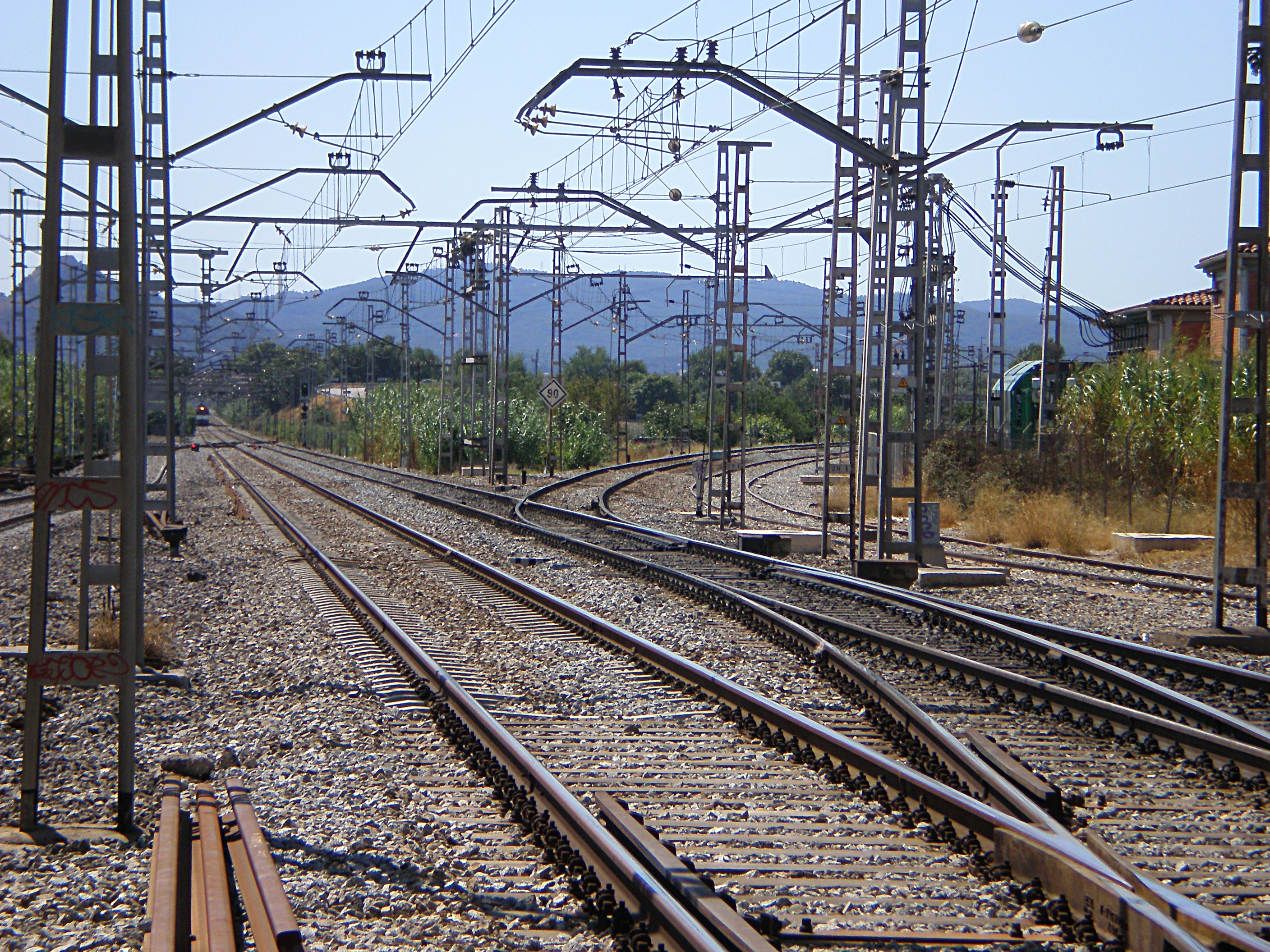
Conexión con la línea Castellbisbal / El Papiol-Mollet (vías hacia la derecha) en la estación de Mollet-San Fausto